# Сюэ Юйцюнь
Сюэ Юйцюнь (кит. 薛禹群, пиньинь Xuē Yǔqún ; 2 ноября 1931, Уси — 29 июня 2021, Шанхай) — китайский гидрогеолог, профессор Нанкинского университета, академик Китайской академии наук.

## Биография
В 1949 году поступил в Таншаньский технологический институт (ныне Юго-западный университет Цзяотун). После окончания в 1952 году начал работать в Нанкинском университете в качестве ассистента. В 1955 году поступил в Чанчуньский институт геологии (ныне Цзилиньский университет). Был приглашённым ученым в Аризонском университете с 1982 по 1984 год.

## Научные интересы
Сюэ Юйцюнь занимался проблемами гидрогеологии, а именно моделированием грунтовых вод, распространением тепла и загрязнений в пористых средах, методами численного моделирования, засолением воды и проседанием грунта.

## Премии и награды
- 1999 — академик Китайской академии наук.